# Ladera Ranch
Ladera Ranch è una città degli Stati Uniti d'America, situata in California, nella contea di Orange.